# Białoruś na Zimowym Olimpijskim Festiwalu Młodzieży Europy 2019
Białoruś na Zimowym Olimpijskim Festiwalu Młodzieży Europy 2019 reprezentowało 46 zawodników i 20 trenerów.
Chorążym ceremonii otwarcia był Kirył Bujnicz.
Pierwszy medal na festiwalu zdobył łyżwiarz figurowy Jauhienij Puzanau w zawodach solistów. Srebro dorzucili hokeiści, przegrywając w finale z Czechami 1–3. Ostatniego dnia brązowy medal zdobyła Jana Dambrouska w short tracku na dystansie 1000 metrów.

## Medaliści
| Medal  | Zawodnik          | Dyscyplina           | Konkurencja      | Data      |
| ------ | ----------------- | -------------------- | ---------------- | --------- |
| srebro | Białoruś          | Hokej na lodzie      | Turniej chłopców | 14 lutego |
| brąz   | Jauhienij Puzanau | Łyżwiarstwo figurowe | Soliści          | 14 lutego |
| brąz   | Jana Dambrouska   | Short track          | Wyścig na 1000 m | 15 lutego |

## Kadra
Skład reprezentacji składał się z ośmioro biatlonistów, ośmioro biegaczy narciarskih, dwadzieścioro hokeistów, dwoje łyżwiarzy figurowych, czworo narciarzy alpejskich i czworo short trackowców.
| Imię i nazwisko        | Dyscyplina            | Płeć |
| ---------------------- | --------------------- | ---- |
| Lidzija Andryjuk       | Biegi narciarskie     | K    |
| Witalij Antanowicz     | Hokej na lodzie       | M    |
| Karyna Anufryjenka     | Biathlon              | K    |
| Mikita Bubien          | Biegi narciarskie     | M    |
| Kirył Bujnicz          | Hokej na lodzie       | M    |
| Uljana Chomicz         | Biegi narciarskie     | K    |
| Aleksandra Czepielewa  | Łyżwiarstwo figurowe  | K    |
| Mikita Czyhak          | Biathlon              | M    |
| Maksim Dawydouski      | Narciarstwo alpejskie | M    |
| Ilja Dzmitryjenka      | Short track           | M    |
| Jana Dambrouska        | Short track           | K    |
| Rusłan Harnastaj       | Biegi narciarskie     | M    |
| Kirył Jaruta           | Hokej na lodzie       | M    |
| Mark Jaruta            | Hokej na lodzie       | M    |
| Jahor Juzlenka         | Hokej na lodzie       | M    |
| Fiodar Kalenik         | Biegi narciarskie     | M    |
| Jegor Kławdijew        | Hokej na lodzie       | M    |
| Julija Kawaleuska      | Biathlon              | K    |
| Dzmitryj Kuźmin        | Hokej na lodzie       | M    |
| Maksim Lemiaszeuski    | Hokej na lodzie       | M    |
| Pawieł Mackiewicz      | Narciarstwo alpejskie | M    |
| Jahor Małafiejeuski    | Biathlon              | M    |
| Mirasłau Michalou      | Hokej na lodzie       | M    |
| Wieranika Maskalowa    | Biegi narciarskie     | K    |
| Raman Muraujou         | Biathlon              | M    |
| Mikita Mytnik          | Hokej na lodzie       | M    |
| Jauhienija Nowikawa    | Biathlon              | K    |
| Mikita Parfianiuk      | Hokej na lodzie       | M    |
| Witalij Pinczuk        | Hokej na lodzie       | M    |
| Hierman Pirahouski     | Hokej na lodzie       | M    |
| Aleh Pażyhan           | Hokej na lodzie       | M    |
| Jauhienij Puzanau      | Łyżwiarstwo figurowe  | M    |
| Eleanora Samojława     | Short track           | K    |
| Natalla Sierhadziejewa | Narciarstwo alpejskie | K    |
| Barysłau Siwicki       | Biegi narciarskie     | M    |
| Anna Smirnowa          | Narciarstwo alpejskie | K    |
| Illa Spat              | Hokej na lodzie       | M    |
| Alaksandr Suworau      | Hokej na lodzie       | M    |
| Anastasija Trafimawa   | Biathlon              | K    |
| Iwan Tułacin           | Biathlon              | M    |
| Daniił Wieramiejczyk   | Hokej na lodzie       | M    |
| Maksim Wajtowicz       | Hokej na lodzie       | M    |
| Uładzisłau Zalesinski  | Hokej na lodzie       | M    |
| Aleksandr Żermanow     | Short track           | M    |
| Waleryj Żyhałau        | Hokej na lodzie       | M    |
| Kryscina Żuk           | Biegi narciarskie     | K    |

## Wyniki

### Biathlon
Dziewczęta
| Zawodniczka          | Konkurencja                | Czas    | Strata  | Pozycja |
| -------------------- | -------------------------- | ------- | ------- | ------- |
| Karyna Anufryjenka   | Sprint na 6 km             | 23:53,3 | +1:39,8 | 15.     |
| Karyna Anufryjenka   | Bieg indywidualny na 10 km | 44:40,5 | +6:23,1 | 50.     |
| Julija Kawaleuska    | Sprint na 6 km             | 25:43,3 | +3:29,8 | 47.     |
| Julija Kawaleuska    | Bieg indywidualny na 10 km | 42:28,3 | +4:10,9 | 25.     |
| Jauhienija Nowikawa  | Sprint na 6 km             | 26:35,0 | +4:21,5 | 59.     |
| Jauhienija Nowikawa  | Bieg indywidualny na 10 km | 47:13,9 | +6:08,5 | 67.     |
| Anastasija Trafimawa | Sprint na 6 km             | 25:35,1 | +3:21,6 | 43.     |
| Anastasija Trafimawa | Bieg indywidualny na 10 km | 47:09,0 | +8:51,6 | 65.     |

Chłopcy
| Zawodnik            | Konkurencja                  | Czas    | Strata   | Pozycja |
| ------------------- | ---------------------------- | ------- | -------- | ------- |
| Mikita Czyhak       | Sprint na 7,5 km             | 27:27,1 | +2:55,4  | 40.     |
| Mikita Czyhak       | Bieg indywidualny na 12,5 km | 57:36,1 | +14:48,8 | 82.     |
| Andrej Parafimowicz | Sprint na 7,5 km             | 27:43,4 | +3:11,7  | 44.     |
| Andrej Parafimowicz | Bieg indywidualny na 12,5 km | 48:03,0 | +5:15,7  | 19.     |
| Raman Muraujou      | Sprint na 7,5 km             | 27:39,1 | +3:07,4  | 42.     |
| Raman Muraujou      | Bieg indywidualny na 12,5 km | 49:26,1 | +6:38,8  | 35.     |
| Iwan Tułacin        | Sprint na 7,5 km             | 25:23,3 | +51,6    | 6.      |
| Iwan Tułacin        | Bieg indywidualny na 12,5 km | 51:00,2 | +8:12,9  | 47.     |

Sztafety
| Zawodnicy                                                             | Konkurencja                         | Czas      | Strata  | Pozycja |
| --------------------------------------------------------------------- | ----------------------------------- | --------- | ------- | ------- |
| Karyna Anufryjenka Julija Kawaleuska Andrej Parafimowicz Iwan Tułacin | Sztafeta mieszana 2×7,5 km + 2×6 km | 1:31:39,1 | +4:40,6 | 7.      |

### Biegi narciarskie
Dziewczęta
| Zawodniczka         | Konkurencja                       | Kwalifikacje | Kwalifikacje | Kwalifikacje | Ćwierćfinał | Ćwierćfinał | Półfinał | Półfinał | Finał   | Finał   | Finał   |
| Zawodniczka         | Konkurencja                       | Wynik        | Strata       | Pozycja      | Wynik       | Pozycja     | Wynik    | Pozycja  | Wynik   | Strata  | Pozycja |
| ------------------- | --------------------------------- | ------------ | ------------ | ------------ | ----------- | ----------- | -------- | -------- | ------- | ------- | ------- |
| Lidzija Andryjuk    | Bieg na 7,5 km techniką klasyczną | —            | —            | —            | —           | —           | —        | —        | 32:47,7 | +7:25,2 | 65.     |
| Lidzija Andryjuk    | Bieg na 5 km techniką dowolną     | —            | —            | —            | —           | —           | —        | —        | 18:55,7 | +4:04,2 | 70.     |
| Lidzija Andryjuk    | Sprint techniką klasyczną         | 4:13,17      | +41,69       | 56.          | NQ          | NQ          | NQ       | NQ       | NQ      | NQ      | NQ      |
| Uljana Chomicz      | Bieg na 7,5 km techniką klasyczną | —            | —            | —            | —           | —           | —        | —        | 30:57,9 | +5:35,4 | 54.     |
| Uljana Chomicz      | Bieg na 5 km techniką dowolną     | —            | —            | —            | —           | —           | —        | —        | 16:28,2 | +1:36,7 | 31.     |
| Uljana Chomicz      | Sprint techniką klasyczną         | 4:01,89      | +30,41       | 44.          | NQ          | NQ          | NQ       | NQ       | NQ      | NQ      | NQ      |
| Wieranika Maskalowa | Bieg na 7,5 km techniką klasyczną | —            | —            | —            | —           | —           | —        | —        | 31:25,1 | +6:02,6 | 56.     |
| Wieranika Maskalowa | Bieg na 5 km techniką dowolną     | —            | —            | —            | —           | —           | —        | —        | 17:40,9 | +2:49,4 | 59.     |
| Wieranika Maskalowa | Sprint techniką klasyczną         | 3:58,48      | +27,00       | 37.          | NQ          | NQ          | NQ       | NQ       | NQ      | NQ      | NQ      |
| Kryscina Żuk        | Bieg na 7,5 km techniką klasyczną | —            | —            | —            | —           | —           | —        | —        | 32:13,8 | +6:51,3 | 60.     |
| Kryscina Żuk        | Bieg na 5 km techniką dowolną     | —            | —            | —            | —           | —           | —        | —        | 17:16,1 | +2:24,6 | 55.     |
| Kryscina Żuk        | Sprint techniką klasyczną         | 3:58,32      | +26,84       | 36.          | NQ          | NQ          | NQ       | NQ       | NQ      | NQ      | NQ      |

Chłopcy
| Zawodnik         | Konkurencja                      | Kwalifikacje | Kwalifikacje | Kwalifikacje | Ćwierćfinał     | Ćwierćfinał | Półfinał | Półfinał | Finał   | Finał   | Finał   |
| Zawodnik         | Konkurencja                      | Wynik        | Strata       | Pozycja      | Wynik           | Pozycja     | Wynik    | Pozycja  | Wynik   | Strata  | Pozycja |
| ---------------- | -------------------------------- | ------------ | ------------ | ------------ | --------------- | ----------- | -------- | -------- | ------- | ------- | ------- |
| Mikita Bubien    | Bieg na 10 km techniką klasyczną | —            | —            | —            | —               | —           | —        | —        | 34:50,0 | +4:12,2 | 36.     |
| Mikita Bubien    | Bieg na 7,5 km techniką dowolną  | —            | —            | —            | —               | —           | —        | —        | 22:01,8 | +2:14,5 | 50.     |
| Mikita Bubien    | Sprint techniką klasyczną        | 3:20,18      | +14,99       | 33.          | NQ              | NQ          | NQ       | NQ       | NQ      | NQ      | NQ      |
| Rusłan Harnastaj | Bieg na 10 km techniką klasyczną | —            | —            | —            | —               | —           | —        | —        | 37:12,3 | +6:34,5 | 69.     |
| Rusłan Harnastaj | Bieg na 7,5 km techniką dowolną  | —            | —            | —            | —               | —           | —        | —        | 22:47,3 | +3:00,0 | 66.     |
| Rusłan Harnastaj | Sprint techniką klasyczną        | 3:21,47      | +16,28       | 35.          | NQ              | NQ          | NQ       | NQ       | NQ      | NQ      | NQ      |
| Fiodar Kalenik   | Bieg na 10 km techniką klasyczną | —            | —            | —            | —               | —           | —        | —        | 35:49,1 | +5:04,1 | 56.     |
| Fiodar Kalenik   | Bieg na 7,5 km techniką dowolną  | —            | —            | —            | —               | —           | —        | —        | 23:15,7 | +3:28,4 | 72.     |
| Fiodar Kalenik   | Sprint techniką klasyczną        | 3:24,71      | +19,52       | 46.          | NQ              | NQ          | NQ       | NQ       | NQ      | NQ      | NQ      |
| Barysłau Siwicki | Bieg na 10 km techniką klasyczną | —            | —            | —            | —               | —           | —        | —        | 34:44,9 | +4:07,1 | 35.     |
| Barysłau Siwicki | Bieg na 7,5 km techniką dowolną  | —            | —            | —            | —               | —           | —        | —        | 21:20,5 | +1:33,2 | 30.     |
| Barysłau Siwicki | Sprint techniką klasyczną        | 3:19,10      | +13,91       | 28. Q        | Brak informacji | 29.         | NQ       | NQ       | NQ      | NQ      | NQ      |

### Hokej na lodzie
| Zawodnicy | Konkurencja      | Faza grupowa   | Faza grupowa    | Finał           | Pozycja |
| --------- | ---------------- | -------------- | --------------- | --------------- | ------- |
| Białoruś  | Zawody drużynowe | Słowacja P 1–2 | Finlandia W 4–2 | Finlandia P 1–3 | srebro  |

### Łyżwiarstwo figurowe
Dziewczęta
| Zawodniczka           | Konkurencja | Program krótki | Program krótki | Program dowolny | Program dowolny | Wynik końcowy | Pozycja końcowa |
| Zawodniczka           | Konkurencja | Wynik          | Pozycja        | Wynik           | Pozycja         | Wynik końcowy | Pozycja końcowa |
| --------------------- | ----------- | -------------- | -------------- | --------------- | --------------- | ------------- | --------------- |
| Aleksandra Czepielewa | Solistki    | 44,78          | 10.            | 73,80           | 14.             | 118,58        | 12.             |

Chłopcy
| Zawodnik          | Konkurencja | Program krótki | Program krótki | Program dowolny | Program dowolny | Wynik końcowy | Pozycja końcowa |
| Zawodnik          | Konkurencja | Wynik          | Pozycja        | Wynik           | Pozycja         | Wynik końcowy | Pozycja końcowa |
| ----------------- | ----------- | -------------- | -------------- | --------------- | --------------- | ------------- | --------------- |
| Jauhienij Puzanau | Soliści     | 57,04          | 4.             | 118,03          | 2.              | 175,07        | [ 27 ]          |

### Narciarstwo alpejskie
Dziewczęta
| Zawodniczka            | Konkurencja   | Czas    | Strata | Pozycja |
| ---------------------- | ------------- | ------- | ------ | ------- |
| Natalla Sierhadziejewa | Slalom        | 2:18,27 | +37,57 | 49.     |
| Natalla Sierhadziejewa | Slalom gigant | 2:56,87 | +40,49 | 66.     |
| Anna Smirnowa          | Slalom        | DNF     | DNF    | DNF     |
| Anna Smirnowa          | Slalom gigant | 3:09,93 | +53,55 | 70.     |

Chłopcy
| Zawodnik          | Konkurencja | Czas    | Strata | Pozycja |
| ----------------- | ----------- | ------- | ------ | ------- |
| Maksim Dawydouski | Slalom      | 2:15,77 | +23,72 | 45.     |
| Pawieł Mackiewicz | Slalom      | 2:22,29 | +30,24 | 49.     |

### Short track
Dziewczęta
| Zawodniczka        | Konkurencja      | Eliminacje | Eliminacje | Ćwierćfinał | Ćwierćfinał | Półfinał | Półfinał | Finał | Finał   | Pozycja końcowa |
| Zawodniczka        | Konkurencja      | Czas       | Pozycja    | Czas        | Pozycja     | Czas     | Pozycja  | Czas  | Pozycja | Pozycja końcowa |
| ------------------ | ---------------- | ---------- | ---------- | ----------- | ----------- | -------- | -------- | ----- | ------- | --------------- |
| Jana Dambrouska    | Wyścig na 1500 m | 2:47,739   | 2. Q       | —           | —           | 2:53,279 | 5.       | NQ    | NQ      | 16.             |
| Jana Dambrouska    | Wyścig na 500 m  | 48,197     | 2. Q       | 47,708      | 4.          | NQ       | NQ       | NQ    | NQ      | 13.             |
| Eleanora Samojława | Wyścig na 1500 m | 2:46,581   | 5.         | —           | —           | NQ       | NQ       | NQ    | NQ      | 27.             |
| Eleanora Samojława | Wyścig na 500 m  | 48,977     | 4.         | NQ          | NQ          | NQ       | NQ       | NQ    | NQ      | 16.             |

Chłopcy
| Zawodnik           | Konkurencja      | Eliminacje | Eliminacje | Ćwierćfinał | Ćwierćfinał | Półfinał   | Półfinał | Finał | Finał   | Pozycja końcowa |
| Zawodnik           | Konkurencja      | Czas       | Pozycja    | Czas        | Pozycja     | Czas       | Pozycja  | Czas  | Pozycja | Pozycja końcowa |
| ------------------ | ---------------- | ---------- | ---------- | ----------- | ----------- | ---------- | -------- | ----- | ------- | --------------- |
| Ilja Dzmitryjenka  | Wyścig na 1500 m | 2:26,771   | 4. Q       | —           | —           | 2:35,179   | 7.       | NQ    | NQ      | 19.             |
| Ilja Dzmitryjenka  | Wyścig na 500 m  | 46,538     | 4.         | NQ          | NQ          | NQ         | NQ       | NQ    | NQ      | 24.             |
| Aleksandr Żermanow | Wyścig na 1500 m | 2:28,641   | 4. Q       | —           | —           | Brak czasu | 7.       | NQ    | NQ      | 18.             |
| Aleksandr Żermanow | Wyścig na 500 m  | 44,856     | 3. Q       | DSQ         | DSQ         | NQ         | NQ       | NQ    | NQ      | 24.             |